# Teodora Comnena (principessa di Trebisonda)
Teodora Mega Comnena (in greco bizantino: Θεοδώρα Μεγάλη Κομνηνή; nota anche come Despina Khatun, in persiano دسپینا خاتون‎ dal greco despoina, ovvero signora; Trebisonda, 1438 circa – Diyarbakır, dopo il 1474) è stata una principessa bizantina, figlia dell'imperatore Giovanni IV di Trebisonda e una delle consorti di Uzun Hassan, sovrano dell'Impero Ak Koyunlu.

## Biografia
Teodora Mega Comnena nacque attorno al 1438 da Giovanni IV di Trebisonda (imperatore Mega Comneno) e dalla sua prima moglie, una figlia di Alessandro I di Georgia tradizionalmente chiamata Bagatrioni. Sua unica figlia, era nota per la sua eccezionale bellezza.
Nel 1458 venne data in sposa a Uzun Hassan, sovrano di Ak Koyunlu. Le veci di suo padre al matrimonio furono fatte da suo zio, Davide II di Trebisonda.
Il matrimonio fra una principessa cristiana (ortodossa) e un sovrano musulmano, sebbene non consueto, non era insolito all'epoca e contava diversi precedenti. Anche alcuni dei primi sultani ottomani, fino a Mehmed II, presero come consorti nobildonne cristiane. In ogni caso, una delle clausole del matrimonio era la garanzia che Teodora non si sarebbe convertita e avrebbe potuto continuare a praticare la sua religione. Un gruppo di sacerdoti ortodossi la seguì ad Ak Koyunlu e le fu anche permesso di patrocinare la costruzione di chiese ortodosse nei territori del marito.
Invece, si adeguò all'usanza di cambiare nome, prendendo quello di Despina Khatun, con cui divenne da allora conosciuta. Nelle antiche cronache cristiane, il titolo Khatun (che vuol dire "signora") venne scambiato per un nome proprio e travisato in Caterina.

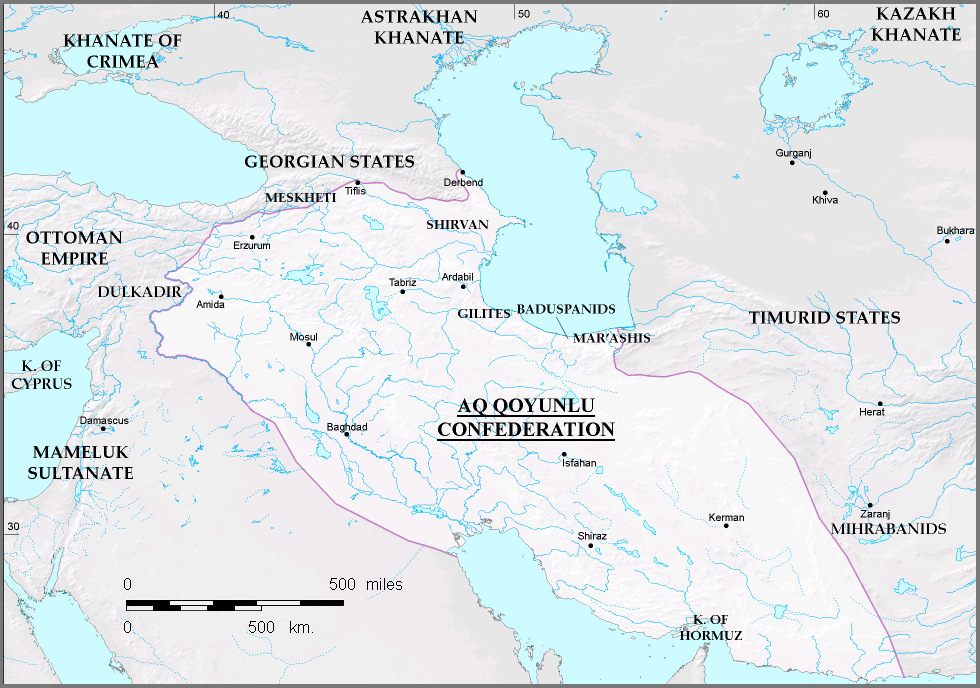
L'impero dell'Orda delle Pecore Bianche (Ak Koyunlu) al tempo di Uzun Hassan. L'impero di Trebisonda era situato a nord-ovest dell'impero turcomanno, lungo la costa del Mar Nero

Il matrimonio di Teodora ispirò o almeno rafforzò il topos della "Principessa di Trebisonda", che raccontava di una bellissima fanciulla rapita e costretta a sposare un sultano musulmano, ma che avrebbe conservato la sua fede senza mai cedere. Il racconto avrebbe dovuto fungere da ispirazione per una grande crociata contro i principati islamici, mai realizzata. Il topos divenne talmente popolare da essere associato addirittura al mito di San Giorgio, noto per le storie di cavalleria.
Il matrimonio di Teodora risultava vantaggioso sia per suo padre sia per suo marito. Infatti, tanto l'impero di Trebisonda che gli Ak Koyunlu erano minacciati dall'espansione ottomana del sultano Mehmed II. Tuttavia, quest'ultimo riuscì ad assicurarsi la caduta di Trebisonda nel 1461, malgrado la suocera di Despina, Sara Khatun, lo avesse supplicato a suo nome di non farlo. Mehmed aggiunse al suo harem sia la zia acquisita di Teodora, Maria Gattilusio (moglie di Alessandro di Trebisonda) che sua cugina Anna (figlia di Davide II). Inoltre, nel 1463, giustiziò Davide, i suoi tre figli e il figlio di Alessandro e Maria, Alessio, con l'accusa di essere in corrispondenza proprio con Uzun Hasan e Despina.
Despina ebbe una notevole influenza sul marito, convincendolo a entrare in trattative con Venezia e con Stefano III di Moldavia. Caterino Zeno, ambasciatore veneziano, scrisse che lei fu la sua prima e principale interlocutrice. Franz Babinger scrive che accompagnò il marito alla battaglia di Otlukbeli (1473) e che fu lei a esortare il marito a inseguire l'esercito sconfitto di Mehmed II.
Tuttavia, dopo la morte di Uzun Hassan e l'alleanza fra uno dei suoi figli, Ughurlu Muhammad, con Mehmed II (che gli diede in moglie sua figlia Gevherhan Hatun. Loro figlio, Ahmad Beg, sposò invece Aynişah Sultan, figlia di Bayezid II e nipote di Mehmed II) alla fine anche l'impero Ak Koyunlu fu annesso a quello ottomano.
Teodora Despina morì dopo il 1474 e venne sepolta nella Chiesa di San Giorgio a Diyarbakır. La tomba fu tuttavia distrutta da un terremoto nel 1883. Quattro anni dopo, nel 1478, suo figlio Maqsud fu giustiziato dal fratellastro Khalil, proclamatosi sultano alla morte del padre.

## Discendenza
Da Uzun Hassan, Teodora Despina ebbe due figli e almeno tre figlie:
- Maqsud Beg (? - 1478). Giustiziato nel 1478 dal suo fratellastro Khalil.
- Masih Beg (? - prima del 1473)
- Alamshah Halima Begum[14] (1460–1522). Chiamata Marta dalle cronache cristiane. Nel 1472 sposò suo cugino, lo sceicco safavi Haydar Safavi (figlio di Khadija Begum, sorella di suo padre, e Sheykh Junayd), da cui ebbe tre figli (Ismail I, Şah dell'Impero safavide e padre di Tahmasp I; Ali Mirza Safavi e Ibrahim Safavi) e quattro figlie (Fakhr Jahan Khanum, che sposò Bayram Beg Qaramanlu; Melek Khanum, che sposò Abdallah Khan Shamlu; e altre due che sposarono rispettivamente Husayn Beg Shamlu e Shah Ali Beg).
- Figlia.  Nel 1473, a Damasco, incontrò, con sua madre e sua sorella, l'ambasciatore veneziano Caterino Zeno, che scrisse che conversarono a lungo in greco pontico. Sposò Abd al-Baqi bin Muhammad Baqir Miranshahi;
- Figlia.  Nel 1473, a Damasco, incontrò, con sua madre e sua sorella, l'ambasciatore veneziano Caterino Zeno, che scrisse che conversarono a lungo in greco pontico. Sposò Bayram Beg Qaramanlu;

## Ascendenza
|                                       |                             |                            | Genitori                 |  |  | Nonni |  |  | Bisnonni                              |  |  | Trisnonni                             |  |
|                                       |                             |                            |                          |  |  |       |  |  | Manuele III, imperatore di Trebisonda |  |  | Alessio III, imperatore di Trebisonda |  |
|                                       |                             |                            |                          |  |  |       |  |  | Manuele III, imperatore di Trebisonda |  |  | Alessio III, imperatore di Trebisonda |  |
|                                       |                             | Teodora Cantacuzena        |                          |  |  |       |  |  | Manuele III, imperatore di Trebisonda |  |  |                                       |  |
| Alessio IV, imperatore di Trebisonda  |                             |                            |                          |  |  |       |  |  | Manuele III, imperatore di Trebisonda |  |  |                                       |  |
|                                       |                             | Gulkhan-Eudocia di Georgia | Davide IX, re di Georgia |  |  |       |  |  |                                       |  |  |                                       |  |
|                                       |                             | Gulkhan-Eudocia di Georgia | Davide IX, re di Georgia |  |  |       |  |  |                                       |  |  |                                       |  |
|                                       |                             | Gulkhan-Eudocia di Georgia | Sindukhtar Jaqeli        |  |  |       |  |  |                                       |  |  |                                       |  |
| Giovanni IV, imperatore di Trebisonda |                             | Gulkhan-Eudocia di Georgia |                          |  |  |       |  |  |                                       |  |  |                                       |  |
|                                       |                             | …                          | …                        |  |  |       |  |  |                                       |  |  |                                       |  |
|                                       |                             | …                          | …                        |  |  |       |  |  |                                       |  |  |                                       |  |
|                                       |                             | …                          | …                        |  |  |       |  |  |                                       |  |  |                                       |  |
| Teodora Cantacuzena                   |                             | …                          |                          |  |  |       |  |  |                                       |  |  |                                       |  |
|                                       |                             | …                          | …                        |  |  |       |  |  |                                       |  |  |                                       |  |
|                                       |                             | …                          | …                        |  |  |       |  |  |                                       |  |  |                                       |  |
|                                       |                             | …                          | …                        |  |  |       |  |  |                                       |  |  |                                       |  |
| Teodora Comnena                       |                             | …                          |                          |  |  |       |  |  |                                       |  |  |                                       |  |
|                                       | Costantino I, re di Georgia | Bagrat V, re di Georgia    |                          |  |  |       |  |  |                                       |  |  |                                       |  |
|                                       | Costantino I, re di Georgia | Bagrat V, re di Georgia    |                          |  |  |       |  |  |                                       |  |  |                                       |  |
|                                       | Costantino I, re di Georgia | Anna di Trebisonda         |                          |  |  |       |  |  |                                       |  |  |                                       |  |
| Alessandro I, re di Georgia           | Costantino I, re di Georgia |                            |                          |  |  |       |  |  |                                       |  |  |                                       |  |
|                                       |                             | Natela Amirejibi           | Kutsna Amirejibi         |  |  |       |  |  |                                       |  |  |                                       |  |
|                                       |                             | Natela Amirejibi           | Kutsna Amirejibi         |  |  |       |  |  |                                       |  |  |                                       |  |
|                                       |                             | Natela Amirejibi           | …                        |  |  |       |  |  |                                       |  |  |                                       |  |
| N. Bagatrioni                         |                             | Natela Amirejibi           |                          |  |  |       |  |  |                                       |  |  |                                       |  |
|                                       |                             | Beshken II Orbelian        | …                        |  |  |       |  |  |                                       |  |  |                                       |  |
|                                       |                             | Beshken II Orbelian        | …                        |  |  |       |  |  |                                       |  |  |                                       |  |
|                                       |                             | Beshken II Orbelian        | …                        |  |  |       |  |  |                                       |  |  |                                       |  |
| Dulandukht                            |                             | Beshken II Orbelian        |                          |  |  |       |  |  |                                       |  |  |                                       |  |
|                                       |                             | …                          | …                        |  |  |       |  |  |                                       |  |  |                                       |  |
|                                       |                             | …                          | …                        |  |  |       |  |  |                                       |  |  |                                       |  |
|                                       |                             | …                          | …                        |  |  |       |  |  |                                       |  |  |                                       |  |
|                                       |                             | …                          |                          |  |  |       |  |  |                                       |  |  |                                       |  |